# Johnny Shines
John Ned "Johnny" Shines, född den 26 april 1915 i Frayser, Memphis, Tennessee, död den 20 april 1992 i Tuscaloosa, Alabama, var en amerikansk bluesgitarrist och -sångare.

## Biografi
Shines föddes i Fryser, idag en förort till Memphis, lärde sig spela gitarr som tonåring och försörjde sig som gatumusiker i Memphis. 1932 flyttade han till Hughes, Arkansas där han försörjde sig som lantarbetare och lade gitarren åt sidan. Men så mötte han Robert Johnson, återupptog spelandet och från 1935 luffade de tillsammans runt i USA och Kanada och försörjde sig på sin musik. 1937 gick de skilda vägar och Shines fortsatte att spela i södern i sällskap med Johnsons "styvson" Robert Lockwood Jr. (Johnson avled året därpå). 1941 reste Shines norrut i hopp om att få arbete och i Chicago fick han genom en kusin anställning som byggnadsarbetare. Han började också spela på barer med åttamannabandet "Dukes of Swing" och gjorde sina första studioinspelningar för Columbia 1946, vilka dock inte gavs ut förrän 1971. 1950 spelade han in på Chess men bolaget var återhållsamt - det hade ju Muddy Waters som sin stora stjärna - så i stället blev det två singlar på det lilla bolaget J.O.B. (men först 2001 gavs det resterande materialet på J.O.B. ut). 1958 tröttnade han på den motsträviga musikindustrin, pantsatte sin utrustning och löste inte ut den igen, varpå han fortsatte som byggnadsarbetare.
I kölvattnet på bluesens uppsving i Europa under 1960-talet "återupptäcktes" Shines och han började spela in album och göra turnéer (även i Europa och Japan) med Willie Dixons Chicago Blues All Stars, sitt eget Johnny Shines Blues Band och tillsammans med Otis Spann, Big Walter Horton och Robert Lockwood Jr. 1969 flyttade han och hans fru Hattie till Holt nära Tuscaloosa i Alabama för att se efter sina barnbarn då hans dotter dött. 1980 drabbades han av en stroke vilket satte ner hans förmåga att använda vänsterhanden och därmed spela annat än slidegitarr, men han kunde fortfarande sjunga.
Albumet Hangin’ On (1980) som han spelade in tillsammans med Lockwood nominerades till en Grammy och albumet Back to the Country (1991) med Snooky Pryor (och John Nicholas och Kent DuChaine på gitarr i stället för Shines) tilldelades W.C. Handy Award av Blues Foundation. Johnny Shines fortsatte turnera med DuChaine fram till sin död den 20 april 1992. Han valdes in i Blues Hall of Fame senare samma år.

## Diskografi

### Singlar
- Joliet Blues / So Glad I Found You (1950 - som Shoe Shine Johnny)
- Rambling / Cool Driver (1952)
- Evening Sun / Brutal Hearted Woman (1953)
- My Love Can't Hide / Skull And Crossbones Blues (1974)
- Robert Jr. Lockwood & Johnny Shines: Hangin' On / Here It Is Brother (1980)

### Album
i=inspelningsår, u=utgivningsår
- Masters Of Modern Blues Vol. 1: The Johnny Shines Band (1966)
- Last Night's Dream (i:1968 u:1969), även utgiven som:
  - Johnny Shines: Blues Masters vol. 7 (1969)
- Hey Ba-Ba-Re-Bop (1971)
- Standing at the Crossroads (i:1970 u:1971)
- Sittin' on Top of the World (1972),  återutgiven som:
  - Traditional Delta Blues (1991)
- Chicago Blues Festival 1972 (i: 1972 u:1973)
- Johnny Shines (i:1970 u:1974)
- Country Blues 1974 (1974)
- Johnny Shines and Company (1974), återutgiven som:
  - Mr. Cover Shaker (1992)
- Recorded Live 1974 (1974)
- Too Wet to Plow (1975)
- Johnny Shines - Live Recording at Yubin Chokin Hall (1975)
- Johnny Shines & Friends (1991)
- The Blues Collection Vol. 87 (1992)
- Worried Blues Ain't Bad (i:1974 u:1995)
- Live in Europe 1975 (i:1975 u:2005)
- Johnny Shines: The Blues Came Falling Down - Live 1973 (i:1973 u:2019)

#### Samlingsalbum
- Johnny Shines: 1915-1992 (1994)
- Evening Shuffle - The Complete J.O.B. Recordings 1952-53 (2001)
- Skull & Crossbones Blues (2003)

#### Med andra artister
- Johnny Shines with Big Walter Horton (1969)
- Johnny Shines & Big Boy Spires with Johnny Williams (1977)
- Piano Red (Doctor Feelgood) / Johnny "Guitar" Shines: Blues Live (1979)
- Johnny Shines & Robert Lockwood: Dust My Broom (1980)
- Robert Jr. Lockwood & Johnny Shines: Hangin' On (1981)
- Robert Jr. Lockwood & Johnny Shines: Mister Blues Is Back To Stay (1981)
- Johnny Shines / Blind Will Dukes: Country Blues (1984)
- Johnny Shines / Robert Jr. Lockwood (1989)
- Johnny Shines - John Brim - Floyd Jones: Original J.O.B. Recordings 1951-53 (u:1990)
- Johnny Shines / Snooky Pryor: Back To The Country (1991)
- Robert Jr. Lockwood / Johnny Shines: Sweet Home Chicago - The JOB Sessions 1951-1955 (2003)
- Sunnyland Slim / Johnny Shines: The Complete Blue Horizon Sessions (2008)
- Mable Hillery & Johnny Shines: Hotter Than a Bulldog Spitting In a Polecat's Eye (i:1975 u:2018)

#### Medverkan
- Chicago Blues All Stars: Loaded With The Blues (1969)
- Willie Dixon: I Am The Blues (1970)
- Chigago All Stars (i:1970 u:1998)
- Robert Jr. Lockwood: Just The Blues (i:? u:1999)